# Methods of Information in Medicine
Methods of Information in Medicine (ook Methodik der Information in der Medizin) is een internationaal, aan collegiale toetsing onderworpen wetenschappelijk tijdschrift op het gebied van de medische informatiekunde. De naam wordt in literatuurverwijzingen meestal afgekort tot Meth. Inform. Med. Het wordt uitgegeven door Schattauer Publishers namens de International Medical Informatics Association en de European Federation for Medical Informatics. Het is opgericht in 1962 en verschijnt tweemaandelijks.